# Glentauchers
Glentauchers [glentakers] je skotská palírna společnosti Pernod-Ricard and Vintners nacházející se ve vesnici Mulben v kraji Banffshire, jež vyrábí skotskou sladovou whisky.

## Historie
Palírna byla založena v roce 1898 Jamesem Buchananem produkuje čistou sladovou whisky. Tuto palírnu před uzavřením zachránili představitelé společnosti Allied Domecq a od roku 1965 zdvojnásobila svou kapacitu. Produkuje whisky značky Glentauchers, což je 15letá whisky s obsahem alkoholu 46%. Většina produkce se míchá s jinými druhy whisky např. Black & White. Tato whisky atraktivní kouřovito-medovitou příchuť.